# Lonomia obliqua
Sâu bướm sát thủ (Danh pháp khoa học: Lonomia obliqua) là loài sâu bướm trong họ Saturniidae, chúng là loài bản địa của Brasil. Chúng được biết đến là loài sâu bướm độc nhất thế giới. Chúng dài đến 5,5 cm với cơ thể phủ đầy gai nhọn chứa chất độc nguy hiểm. 

## Nọc độc
Lonomia obliqua có nọc độc đáo gây đông máu rải rác nội mạch và rối loạn đông máu tiêu hao, có thể dẫn đến một hội chứng xuất huyết. Khi kim tiêm nhiễm vào nạn nhân, nọc độc sẽ chảy qua các kim rỗng và vào vết thương bị hở, các độc tố trong da của sâu bướm được trang bi chất chống đông máu mạnh. Chất độc chỉ có hiệu lực với số lượng khá lớn. Một huyết thanh kháng độc đã được sản xuất bởi Viện Butantan ở São Paulo, Brazil. Nó có hiệu quả đảo ngược các rối loạn đông máu gây ra và những bệnh nhân được điều trị bằng kháng huyết thanh này phục hồi nhanh chóng.